# Konica Minolta
Konica Minolta, Inc. (コニカミノルタ株式会社?, KONICA MINOLTA, INC.) è un produttore mondiale giapponese di fotocopiatrici, macchine fax, stampanti laser, teste di stampa, stampanti tessili, dispositivi di grafica medica, componenti ottiche e sensori metrici, nato dalla fusione tra Konica e Minolta avvenuta il 7 gennaio 2003.
Konica Minolta è stato anche un produttore di macchine fotografiche fino al 19 gennaio 2006, quando il gruppo annunciò il proprio ritiro dal mercato fotografico e dalla produzione di fotocamere e pellicole fotografiche e la cessione della produzione di fotocamere SLR alla Sony.
Negli anni l'azienda ha iniziato a occuparsi di intelligenza artificiale e ha aperto centri di ricerca a Roma, Londra, Brno e Monaco.